# کوژای-آندریوو
کوژای-آندریوو (انگلیسی: Kozhay-Andreyevo) یک شهرک در شهرستان تویمازینسکی استان باشقیرستان کشور روسیه است.